# Doryphora sassafras
Doryphora sassafras, comúnmente conocido como sasafrás australiano, es una especie de árbol perennifolio nativo de los bosques subtropicales y bosques templados húmedos del este de Nueva Gales del Sur y Queensland, Australia.

## Descripción
D. sassafras puede crecer a una altura de 50 metros. Las hojas son elípticas a lanceoladas o ovadas, usualmente de 3–10 cm de largo, 2–4 cm de ancho, los márgenes son superficial a profundamente dentados, glabras y brillosas, con una agradable esencia a 'sasafrás' cuando se trituran.

## Taxonomía
Doryphora sassafras fue descrita por Stephan Ladislaus Endlicher  y publicado en Iconogr. Gen. Pl. 1: t. 10. 1837.
Sinonimia
- Atherosperma sassafras A.Cunn. ex A.DC.	[3]